# Makin' Me Fall in Love Again
«Makin' Me Fall in Love Again»  — четвертий сингл другого альбому американської кантрі-співачки Келлі Піклер — «Kellie Pickler». В США вийшов 19 квітня 2010. Пісня посіла 30 місце на «Billboard» «Hot Country Songs».
В США сингл «Makin' Me Fall in Love Again» продався у 72,000 копій..

## Список пісень
| #  | Назва                          | Тривалість |
| -- | ------------------------------ | ---------- |
| 1. | «Makin' Me Fall in Love Again» | 3:36       |

## Музичне відео
Зйомки відеокліпу проходили в квітні 2010 року в Лос-Анджелесі, США. Режисером музичного відео був Роман Вайт. Прем'єра відеокліпу відбулась 14 квітня 2010 року на американському телеканалі «Great American Country».

## Чарти
| Чарт (2010)                      | Місце |
| -------------------------------- | ----- |
| U.S. Billboard Hot Country Songs | 30    |